# George Peele
George Peele (ur. 1556, zm. 9 listopada 1596) – angielski dramaturg i poeta.
Syn Jamesa Peele, autora książek i szkoleń na temat rachunkowości. Uczył się w Christ's Hospital (gdzie uczył jego ojciec), a także Broadgates Hall i Christ Church w Oxfordzie. Zaliczany jest do grona tzw. University wits. Od 1581 roku mieszkał głównie w Londynie, aktywnie udzielając się w światku literackim.
Jego twórczość była zdominowana przez motywy patriotyczne; wśród jego dokonań wymienia się także nowatorskie użycie wiersza białego. Nie miał wyczucia teatru i nie dostawało mu umiejętności tworzenia struktury dramatycznej, ale jego łatwość pisania, wszechstronność i liryzm wniosły nowe elementy do dramatu angielskiego.
Przetrwało pięć z jego sztuk :
- The Araygnmenet of Paris (Oskarżenie Parysa, 1584) – sielanka w stylu Lyly'ego kończąca się hołdem złożonym królowej Elżbiecie I.
- Edward I (1593) – skomponowana z luźnych epizodów kronika historyczna z dziejów Anglii.
- The Battle of Alcazar (Bitwa o Alkazar, 1594) – pompatyczna sztuka historyczna.
- The Old Wives' Tale (Bajka staruchy, 1595)
- David and Fair Bethsade (Miłość króla Dawida i piękność Betsabe, 1599) – udramatyzowana historia biblijna napisana bogatym, kwiecistym, wolno toczącym się białym wierszem.

W języku polskim ukazała się w przekładzie Krystyny Berwińskiej sztuka Bajka staruchy.